# 시바스스포르
시바스스포르 클뤼뷔(튀르키예어: Sivasspor Kulübü)는 튀르키예 시바스를 연고로 하는 프로 축구 클럽이다. 현재 TFF 1. 리그에 소속되어 있다.

## 성적
- TFF 1. 리그
  - 우승 2회 (2004–05, 2016–17)

- 쉬페르리그
  - 준우승 1회 (2008–09)
  - 4위 1회 (2007–08)

- UEFA 인터토토컵
  - 준우승 1회 (2008)

## 선수 명단

### 현역
참고: FIFA 자격 규정에 따라 소속된 국가대표팀 국기를 표시합니다. 선수는 복수의 FIFA 비회원국 국적을 가지고 있을 수 있습니다.
| 번호 | 포지션 | 국적     | 이름              |
| ---- | ------ | -------- | ----------------- |
| 8    | MF     |          | 카리스 카리시스   |
| 9    | FW     | 알바니아 | 레이 마나이       |
| 11   | FW     |          | 퀸시 메니그       |
| 13   | GK     | 세르비아 | 조르예 니콜리치   |
| 14   | DF     | 말리     | 삼바 카마라       |
| 44   | DF     |          | 아킬레스 푸구라스 |

| 번호 | 포지션 | 국적         | 이름                  |
| ---- | ------ | ------------ | --------------------- |
| 90   | MF     | 우즈베키스탄 | 아지즈벡 투르군보예프 |

## 역대 감독
| 감독          | 임기        |
| ------------- | ----------- |
| 베르너 로란트 | 2005 ~ 2006 |
| 오칸 부루크   | 2015 ~ 2016 |